# Johan Erasmus
Pas d'image ? Cliquez ici

a Compétitions nationales et continentales officielles uniquement.

b Matchs officiels uniquement.
Johan « Rassie » Erasmus, né le 5 novembre 1972 à Despatch (Afrique du Sud), est un joueur de rugby à XV international sud-africain évoluant au poste de troisième ligne aile. Après sa carrière de joueur, il devient entraîneur, d'abord avec les Cheetahs et les Stormers puis avec le Munster Rugby en Irlande. En 2018, il devient sélectionneur de l'équipe d'Afrique du Sud de rugby à XV et remporte la Coupe du monde l'année suivante.

## Biographie
Il dispute son premier test match avec les Springboks en juillet 1997 à l’occasion d’un match contre les Lions britanniques. Son dernier test match est effectué en juin 2001 contre la France. Il dispute la coupe du monde 1999 (cinq matchs) et remporte la petite finale. Il joue dans le Super 12 avec les Central Cheetahs.
Il est l'entraîneur des Central Cheetahs pour leurs deux premières saisons en Super 14 en 2006 et 2007. Il devient ensuite entraîneur des Stormers de 2008 jusqu'en janvier 2012.
Lors de la Coupe du monde 2011, il est membre de l'encadrement des Springboks chargé de l'analyse technique. En avril 2012, il est nommé responsable du haut-niveau de la Fédération sud-africaine de rugby à XV.
En avril 2016, il est nommé nouveau directeur du rugby du Munster, en Irlande, pour trois ans à partir du 1er juillet. Après le brutal décès de l'entraîneur principal Anthony Foley en octobre 2016, il reprend la tête de l'équipe.
En octobre 2017, il quitte le Munster pour réintégrer la Fédération sud-africaine de rugby à XV en tant que directeur du rugby. Le 1er mars 2018, il est nommé sélectionneur des Springboks. Après le titre de champion du monde, il reprend son poste de directeur du rugby chargé de la stratégie pour l'ensemble des sélections masculine et féminine, et laisse le poste de sélectionneur à son fidèle adjoint Jacques Nienaber.
En août 2018, il est désigné, par le magazine Rugby World, comme la deuxième personnalité la plus influente du rugby mondial derrière le vice-président de World Rugby, Agustín Pichot.
En janvier 2024, Rassie Erasmus est hospitalisé après avoir été victime de brûlures chimiques, liées à l'utilisation d'un puissant détergent.

## Carrière d'entraîneur

### Bilan à la tête desSpringboks
| Année | Sélection      | Poste         | The Rugby Championship | Coupe du monde | Classement World Rugby en fin d'année |
| ----- | -------------- | ------------- | ---------------------- | -------------- | ------------------------------------- |
| 2018  | Afrique du Sud | Sélectionneur | 2e                     | n/a            | 5e                                    |
| 2019  | Afrique du Sud | Sélectionneur | Vainqueur              | Vainqueur      | 1er                                   |

## Palmarès

### Joueur
- Troisième de la Coupe du monde en 1999 avec l'équipe d'Afrique du Sud.
- Sélections par saison : 6 en 1997, 11 en 1998, 11 en 1999, 6 en 2000 et 2 en 2001.

### Entraîneur
- Finaliste du Super 14 en 2010 avec les Bulls.
- Vainqueur du Rugby Championship en 2019 et 2024 avec l'équipe d'Afrique du Sud.
- Vainqueur de la Coupe du monde en 2019 et 2023 avec l'équipe d'Afrique du Sud.

### Distinctions personnelles
- Prix World Rugby : Entraîneur de l'année en 2019.